# Северен флот (Русия)
Северният флот на Русия е оперативна тактическа група на ВМФ, най-младият от всички флотове на Русия.
Основно място на базиране – ЗАТО Североморск.
Гръбнакът на съвременния Северен флот се състои от атомни ракетни и торпедни подводници, ракетна и авиация за борба с подводниците. Ракетни кораби-самолетоносачи и кораби за борба с подводниците.
Командващ на руския Северен флот е вицеадмирал Владимир Висоцки

## История
- На 11 май 1937 г. със заповед на народния комисар по отбраната флотилията е преобразувана в Северен флот. За командващ флота е назначен флагман 1 ранг Константи Душенко. Бойното кръщение на флота става през Руско-финландската война.
- През септември 1955 в Бяло море е бил произведен първият в света изстрел на балистична ракета от подводница.
- На 1 юли 1952 е издигнат военноморският флаг на първата руска атомна подводница К-3.
- На 17 юли 1962, извършвайки поход под ледовете на Арктика, подводната лодка „Ленински комсомол“ достига Северния полюс, където издигат държавното знаме на СССР и флага на Северния флот.
- През 1965 флотът е награден с орден „Червено знаме“.
- През 1966 година група подводници от Северния флот извършват околосветско плаване, правейки обиколка на Земята без нито едно изплаване – 25 хиляди мили.